# Kostenets Saddle
Kostenets Saddle är ett bergspass i Antarktis. Det ligger i Sydshetlandsöarna. Argentina, Chile och Storbritannien gör anspråk på området. Kostenets Saddle ligger 1 830 meter över havet.
Terrängen runt Kostenets Saddle är huvudsakligen bergig, men åt nordväst är den kuperad. Havet är nära Kostenets Saddle åt nordväst. Trakten är obefolkad. Det finns inga samhällen i närheten. 